# Rühstädt
Rühstädt is een gemeente in de Duitse deelstaat Brandenburg, en maakt deel uit van de Landkreis Prignitz.
De gemeente Rühstädt telt 454 inwoners. Het dorp Rühstädt ca. 250 inwoners (2020). Van 1949 tot 1990 lag Rühstädt in de communistische DDR.
Rühstädt geldt sinds 1970 als de gemeente met de meeste ooievaars in Duitsland. In 2019 waren het ruim 25 paren met 32 jongen.
Bad Wilsnack ·
Berge ·
Breese ·
Cumlosen ·
Gerdshagen ·
Groß Pankow (Prignitz) ·
Gülitz-Reetz ·
Gumtow ·
Halenbeck-Rohlsdorf ·
Karstädt ·
Kümmernitztal ·
Lanz ·
Legde/Quitzöbel ·
Lenzen (Elbe) ·
Lenzerwische ·
Marienfließ ·
Meyenburg ·
Perleberg ·
Pirow ·
Plattenburg ·
Pritzwalk ·
Putlitz ·
Rühstädt ·
Triglitz ·
Weisen ·
Wittenberge